# Fariometra
Fariometra is een geslacht van haarsterren uit de familie Antedonidae.

## Soorten
- Fariometra alcyon (A.H. Clark, 1912)
- Fariometra dione A.H. Clark, 1918
- Fariometra explicata (A.H. Clark, 1908)
- Fariometra io (A.H. Clark, 1918)
- Fariometra liobrachia A.M. Clark, 1972
- Fariometra nicippe A.H. Clark, 1932
- Fariometra obscura (A.H. Clark, 1909)
- Fariometra parvula (Hartlaub, 1895)
- Fariometra scutifera A.H. Clark, 1918
- Fariometra sewelli A.H. Clark, 1937
- Fariometra sokotrae (John, 1937)